# Schmid Group
Die Schmid Group ist ein deutsches Maschinenbau- und Technologieunternehmen. Die Unternehmensgruppe unter dem Dach der Gebr. Schmid GmbH mit Hauptsitz in Freudenstadt besitzt Produktionsstätten in Deutschland, China, der Türkei und den USA sowie Vertriebs- und Serviceniederlassungen u. a. in Argentinien, Südkorea oder der Schweiz.

## Geschichte
1864 gründeten die Brüder Georg und Ludwig Schmid in Freudenstadt eine mechanische Werkstatt, die sich mit dem Eintritt ihres Bruders Wilhelm innerhalb von zehn Jahren zu einer Metallgießerei mit Maschinenmontage entwickelte. Die Gebrüder Schmid produzierten Graugussteile sowie landwirtschaftliche Maschinen für die heimische Wirtschaft. 1910 wurden beispielsweise Sägegatter für die Sägewerke im Schwarzwald hergestellt. Ab 1926 spezialisierte sich Schmid auf die Produktion von Bandschleifmaschinen für die aufstrebende Holz- und Möbelindustrie. 
Die Erfahrungen mit Schleifmaschinen nutzte Schmid 1964 für den Eintritt in die Leiterplattenindustrie. Unter der Leitung von Dieter C. Schmid wurde das Angebot kontinuierlich ausgebaut und um Nassprozessanlagen erweitert. Auf den wachsenden Exportanteil reagierte Schmid im Jahr 1992 mit der Gründung einer Niederlassung in den USA. Weitere Niederlassungen in Asien folgten. Ab 2002 produzierte das Unternehmen Nassprozessanlagen für die Photovoltaikindustrie. 2007 weihte Schmid am Hauptsitz in Freudenstadt ein neues Technologiezentrum ein und eröffnete im darauffolgenden Jahr in Zhuhai (China) einen weiteren Produktionsstandort. Mit der Übernahme der schweizerischen montratec AG erfolgte 2011 der Einstieg in die Intralogistik. Ab 2013 wurden Energiespeicher auf Basis der Vanadium Redox Flow Batterie hergestellt. Im Frühjahr 2017 wurden die Schmid Technology Systems GmbH in Niedereschach und die Montratec AG in der Schweiz aus der Schmid Group ausgegliedert.

## Unternehmensstruktur
Die Unternehmensgruppe gliedert sich in vier Geschäftsbereiche, die auch von Synergieeffekten untereinander profitieren: Electronics, Photovoltaics, Energy Systems und Customer Service. Die zuletzt bestehende Business Unit Automation wurde Anfang 2018 in die Geschäftsbereiche Electronics und Photovoltaics integriert. Zur Gruppe gehören die folgenden Gesellschaften:
- Gebr. Schmid GmbH, Freudenstadt
  - Schmid Energy Systems GmbH, Freudenstadt
  - Schmid Technology Systems GmbH, Niedereschach
  - Schmid Energy Systems GmbH, Freudenstadt
  - Schmid Asia Ltd., Hongkong
  - Schmid China Ltd., Hongkong
  - Schmid Korea Co., Ltd., Südkorea
  - Schmid Kunshan Ltd., China
  - Schmid Shenzhen Ltd., China
  - Schmid Singapore PTE. Ltd., Singapur
  - Schmid Solar (Shenzhen) Ltd., China
  - Schmid Systems, Inc., USA
  - Schmid Thermal Systems, Inc., USA
  - Schmid Taiwan Ltd., Taiwan
  - Schmid Automation Zhuhai Ltd., China